# Irina Korzhanenko
Irina Korzhanenko (Rusia, 16 de mayo de 1974) es una atleta rusa retirada especializada en la prueba de lanzamiento de peso, en la que ha logrado ser campeona europea en 2002.

## Carrera deportiva
En el Campeonato Europeo de Atletismo de 2002 ganó la medalla de oro en el lanzamiento de peso, llegando hasta los 20.64 metros, superando a la ucraniana Vita Pavlysh (plata con 20.02 metros) y a la también rusa Svetlana Krivelyova (bronce con 19.56 metros).